# Craterium
Craterium ist eine weltweit verbreitete Gattung von Schleimpilzen der Myxogastria. Sie umfasst 15 Arten.

## Merkmale
Die Fruchtkörper sind annähernd ungestielte bis gestielte Sporokarpe von kugel-, kelch- oder becherförmiger Gestalt. Das Peridium besteht aus einer oder zwei miteinander verwachsenen Lagen, deren obere Hälfte meist deckelartig abgegrenzt ist, so dass nach der Öffnung ein tiefer Becher verbleibt.
Das fast immer physaroide, nur bei Craterium obovatum badhamoide Capillitium besteht aus kalkhaltigen Knoten, die durch durchscheinende Fäden miteinander verbunden sind, die Knoten ballen sich im Zentrum des Fruchtkörpers meist zu einer Pseudocolumella. Gelegentlich ist auch eine Columella zu finden. Die Sporen sind in der Masse dunkelbraun bis schwarz, an der Oberfläche warzig oder netzig-gratig.

## Verbreitung
Craterium ist weltweit nachgewiesen, neun Arten finden sich im deutschsprachigen Raum. Die häufigste Art ist Craterium leucocephalum.

## Systematik und Forschungsgeschichte
Die Gattung wurde 1797 von Johann Friedrich Trentepohl erstbeschrieben, Typusart ist die ursprünglich als Craterium pedunculatum erstbeschriebene Craterium minutum.

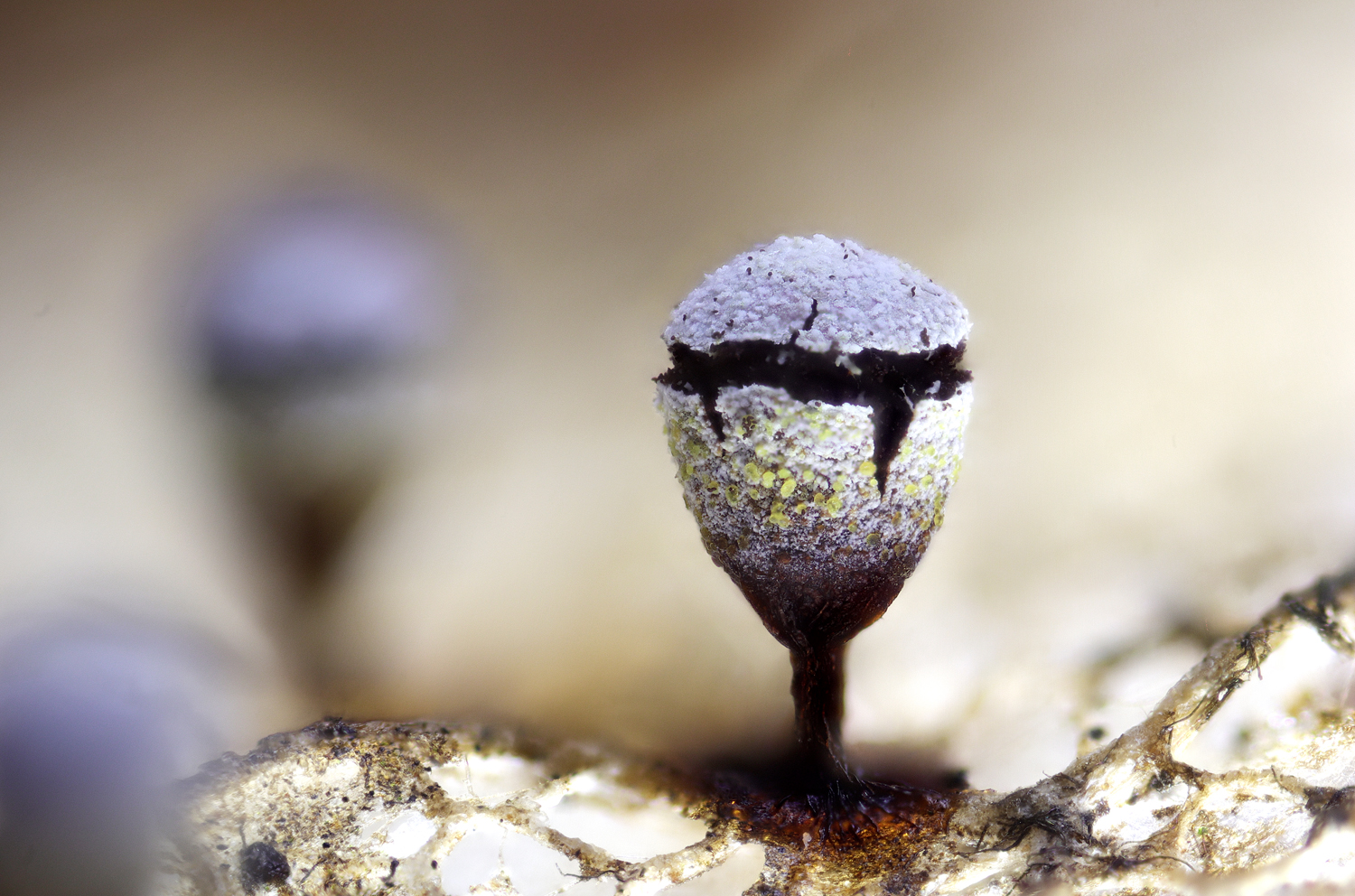
Craterium leucocephalum auf Laub

Craterium umfasst 15 Arten:
- Craterium atrolucens
- Craterium aureonucleatum
- Craterium aureum
- Craterium brunneum
- Craterium concinnum
- Craterium dictyosporum
- Craterium leucocephalum
- Craterium minutum
- Craterium muscorum
- Craterium costatum
- Craterium microcarpum
- Craterium obovatum
- Craterium paraguayense
- Craterium reticulatum
- Craterium rubronodum

## Nachweise
Fußnoten direkt hinter einer Aussage belegen die einzelne Aussage, Fußnoten direkt hinter einem Satzzeichen den gesamten vorangehenden Satz. Fußnoten hinter einer Leerstelle beziehen sich auf den kompletten vorangegangenen Absatz.
1. 1 2 3 4 5  Hermann Neubert, Wolfgang Nowotny, Karlheinz Baumann, Heidi Marx: Die Myxomyceten Deutschlands und des angrenzenden Alpenraumes unter besonderer Berücksichtigung Österreichs. Bd. 2, Karlheinz Baumann Verlag, Gomaringen 2000, ISBN 3-929822-01-6, S. 187.
2. ↑  Michael J. Dykstra, Harold W. Keller: Mycetozoa In: John J. Lee, G. F. Leedale, P. Bradbury (Hrsg.): An Illustrated Guide to the Protozoa. Band 2. Allen, Lawrence 2000, ISBN 1-891276-23-9, S. 977 (englisch).